# Comatose
Comatose e хевиметъл група, основана в София, България през 1990 година.

## Състав
| Последни членове - Георги Добрев – бас (1990–1994) - Георги Маджраков – барабани (1990–1994) - Иван Терзов – китара (1990–1994) - Стоян Величков – китара (1991; 1994) - Христо Ангов – вокали (1994) |  | Предишни членове - Иван Николов – вокали (1990–1993) - Петър Балджийски – китара (1991–1992) - Георги Бодичев – китара (1993–1994) - Димитър Екимов – вокали (1993) |

## Дискография

### Албуми
- 1993: Exdead